# Le Courrier de l'UNESCO
Le Courrier de l'UNESCO est l'organe de presse trimestriel créé en 1948 pour accompagner les actions de l'Organisation des Nations unies pour l'éducation, la science et la culture (UNESCO). Il s'est doté d'un slogan : « plusieurs voix, un seul monde ». Son siège est dans celui de l'UNESCO à Paris. Il paraît dans les six langues officielles de l’organisation  (anglais, français, espagnol, arabe, russe et chinois) ainsi qu'en portugais, catalan, coréen, et dans la langue internationale espéranto.
Le but du Courrier de l'UNESCO est de « promouvoir les idéaux de l’UNESCO, servir de plate-forme au dialogue entre les cultures et constituer une tribune aux débats internationaux. »

## Histoire
Le journaliste américain Sandy Koffler (1916-2002) en est le fondateur, directeur et premier rédacteur en chef. Il reste en poste de 1948 à 1977. Il sera aussi l’un des artisans de la Déclaration de l'UNESCO sur la race (1950). 
Sandy Koffler approche de nombreuses personnalités qui ont marqué le XXe siècle lors de la rédaction des articles, comme l’ethnologue suisse Alfred Métraux ou l’anthropologue Claude Lévi-Strauss avec lequel il collaborera au cours des années 1950, de sorte qu’un grand nombre des articles fondamentaux de celui-ci seront d’abord publiés au Courrier avant d’être repris dans ses ouvrages de référence,. Malgré la guerre froide, c'est l'âge d'or de l'UNESCO et de cette revue.
Après une interruption, Le Courrier de l'UNESCO est réapparu en 2017 grâce au soutien de la république populaire de Chine,,,.
Depuis mars 2006, l'UNESCO a réduit le tirage de son édition papier, mais diffuse une version gratuite de son Courrier en format PDF. 
La version imprimée est dédiée aux thèmes de l'alphabétisation, des droits de l'homme, de l'environnement, des sciences, de l'art et de la culture.
La parution a été complètement suspendue de 2012 à 2017 du fait des difficultés financières passagères, en conséquences des suspensions de contributions et même d'adhésion de certains états membres de l'UNESCO.

## Archives
Les archives de la revue, en anglais, espagnol et français, sont cataloguées depuis le premier numéro publié en 1948, et disponibles sur le site de la revue sous la rubrique "Archives". Les versions arabe, chinoise et russe sont numérisées à partir de 2010.
À Paris, les archives papier donnent accès à plus de 700 numéros.

## Rédacteurs en chef
- Agnès Bardon, 2019[12]
- Jasmina Šopova, depuis avril 2007
- Enzo Fazzino, 2006
- Vincent Defourny, 2005
- Michel Barton, 2002-2004
- Rene Lefort (1998-2002
- Bahgat El Nadi et Adel Rifaat, 1988-1998
- Édouard Glissant, 1982-1988[13]
- Jean Gaudin, 1979-1982
- René Calloz, 1977-1978
- Sandy Koffler, 1951-1977
- Peter du Berg, 1950
- Sandy Koffler, 1948-1950

## Autres collaborateurs
- René Caloz, rédacteur en chef adjoint
- Lucio Attinelli
- Jane Albert Hesse
- Ronald Fenton
- Robert Jacquemin, directeur artistique, 1951-1982
- Georges Servat, directeur artistique, 1983-2000

## Revues annexes
De 1950 à 1992, l'UNESCO avait lancé la revue trimestrielle Impact of Science on Society (également connue sous le nom d'Impact) destinée à débattre de l'influence de la science sur la société. 
L'UNESCO a également publié Museum International Quarterly à partir de 1948. 

## Citation
« Parmi tous les périodiques publiés par les Nations unies et ses institutions spécialisées, Le Courrier de l'UNESCO a toujours tenu la première place par le nombre de ses lecteurs et la variété de son public » Sandy Koffler, fondateur et premier rédacteur en chef de la revue.